# Buševec (Tverska oblast, Rusija)
Buševec (Бушевец) – selo u Ruskoj Federaciji, u Tverskoj oblasti, u blizini gradića Bologojeva, otprilike na pola puta između Moskve i Sankt Peterburga. Zemljopisno je locirano na 57° 51' 15" sjeverne širine i 34° 9' 12" istočne dužine. Mjesto je po popisu iz 2010. imalo 26 stanovnika. Nalazi se na 511 m nadmorske visine. Mjesto ima i željezničku postaju.